# خوزه رامون (بازیکن فوتبال زاده ۱۹۸۷)
خوزه رامون (انگلیسی: José Ramón؛ زادهٔ ۱۷ ژوئیهٔ ۱۹۸۷) بازیکن فوتبال اهل اسپانیا است.
از باشگاه‌هایی که در آن بازی کرده‌است می‌توان به باشگاه فوتبال رکریتیوو اوئلوا اشاره کرد.